# Kweh (Einheit)
Kweh war ein Getreidemaß in Birma.

## Gewichtsmaß
- bis 1872: 1 Kweh = ½ Teng = 13,245 Kilogramm
  - 1 Teng = 26,49 Kilogramm

## Volumenmaß
- ab 1872: 1 Kweh = 19,418 Liter
  - 1 Teng = 1957,832 Pariser Kubikzoll = 38,8363 Liter

Eine Maßkette war
- 1 Teng/Ten = 2 Kweh = 4 Sehk/Seht = 8 Sah = 16 Pehtha = 64 Salehs